# Thomas Ancora
Pour les articles homonymes, voir Ancora.
 (mars 2020).
Si vous disposez d'ouvrages ou d'articles de référence ou si vous connaissez des sites web de qualité traitant du thème abordé ici, merci de compléter l'article en donnant les références utiles à sa vérifiabilité et en les liant à la section « Notes et références ».
 (mars 2020).
- Si vous ne connaissez pas le sujet, laissez ce bandeau (vous pouvez alors contacter les auteurs).
- Si vous supprimez le contenu mis en cause (vous pouvez préalablement contacter les auteurs),

argumentez précisément cette suppression dans la page de discussion
(un manque de référence n'est pas un argument ; une recherche réelle de référence doit avoir été effectuée, être formellement documentée).
Thomas Ancora, né Quagliara le 20 juillet 1986, est un comédien, réalisateur et scénariste belge. Il est également animateur de télévision pour les chaînes de télévision belges (Club RTL, Plug RTL et RTL TVI) entre 2006 et 2011. Il est représenté en France par l'agence VMA.

## Biographie
Il suit ses premiers cours de théâtre à l'âge de 8 ans. Alors qu'il a 15 ans, il est repéré par l'agence bruxelloise New Models et passe ses premiers castings. Deux ans et quelques publicités plus tard, il est l'un des comédiens de la série Ma terminale sur M6 et Plug RTL. En 2006, il joue dans le long métrage Mes copines, suivi très rapidement de Tom et Nancy, une mini-série Disney diffusée sur Club RTL qui s'est étalée sur trois saisons, aux côtés de Nancy Sinatra et quelques expériences télé et radio. Parallèlement, Thomas suit des études dans la publicité à Mons. Suivront quelques courts métrages, du théâtre et des rôles dans des séries télévisées (Clash, le kot, strictement platonique), des longs métrages (Sans laisser de traces, Nuit Blanche, Ludo, The Fifth Estate, Budapest) et plusieurs participations aux cérémonies des  Magritte du cinéma sur Be Tv. Il apparait régulièrement dans la série Clem diffusée sur TF1 où il joue le rôle de Paul depuis la saison 3.

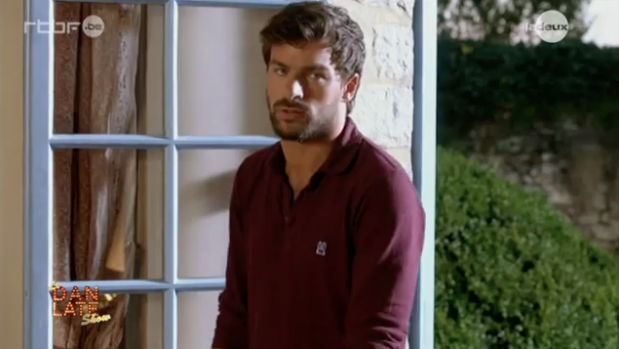
Clem Saison 5

En 2018, il rejoint le casting de "La guerre des as", mini série Arte où il interprète le héros de guerre Edward Mannock et de la série "Souviens", aux côtés de Marie Gillain.
Il participe aux trois vidéos web Ce que disent les Bruxellois, en tant que scénariste, réalisateur et comédien aux côtés de Clément Manuel avec qui il créera la web série "Les JOC" et avec qui il coécrira Ce que disent les gens du cinéma belge, une vidéo qui sera diffusée pendant la cérémonie des Magritte du cinéma le 2 février 2013 sur Be tv. Le duo chantera la chanson I m Gonna get a Magritte lors de la cérémonie en 2014. Tout en continuant de tourner dans différents projets tels que "Papa ou maman" ou "Budapest".
Il écrit "Losers Revolution" (qu'il co réalise avec Gregory Beghin) , film produit par Kwassa Films, dans lequel il jouera aux côtés de Clément Manuel, Kody Kim, Bapstiste Sornin et Tania Garbaski. le film sortira le 11 Mars 2020 en salle, quelques jours avant la pandémie et ressortira en Juillet 2020.
Il prépare actuellement son deuxième long métrage"Culte" qui sera produit par "Les Gens" ainsi qu'une sérié télé  et continue de tourner en tant qu'acteur (L'employée du mois, Baraki...).

## Filmographie

### Acteur

#### Cinéma
- 2006 : Mes copines de Sylvie Ayme : Éric (en tant que Thomas Quagliara) ;
- 2010 : Sans laisser de traces de Grégoire Vigneron : Garçon fête 1 ;
- 2011 : Nuit blanche : Barman 2 ;
- 2013 : Le Cinquième Pouvoir de Bill Condon : French Reporter ;
- 2014 : Ludo de Khourban Cassam-Chenaï : Lucas ;
- 2015 : Mad In Belgium d'Hugues Hausman ;
- 2018 : Budapest de Xavier Gens ;
- 2018 : Where Hands Touch de Amma Asante ;
- 2020 : Losers Revolution  ;
- 2021 : L'employée du mois, dans le rôle du livreur[4] ;
- 2022 : Summit Fever de Julian Gilbey.

#### Courts-métrages
- 2008 : Memory of Power d'Angie Russo
- 2010 : Fais ton choix de Stéphane Henocque
- 2011 : Le Couloir d'Adrien François
- 2014 : Insoupçonnable de Sidney Van Wichelen

#### Télévision
Séries télévisées
- 2004 : Ma terminale : Kévin (en tant que Thomas Quagliara)
- 2006–2009 : Tom et Nancy : Tom
- 2010 : Le Kot
- 2011 : Άσπρα Μπαλόνια : Sigma
- 2012 : Clash : Juan
- 2012 : Strictement platonique : Taddeo
- 2013-2016 : Clem : Paul
- 2015 : Ainsi soient-ils : copain Emmanuel
- 2017 : La Guerre des As de Fabrice Hourlier : Edward Mannock
- 2017 : La forêt
- 2017 : Souviens toi de Pierre Aknine
- 2018 : Papa ou maman
- 2021 : Baraki : Bernard Pirotte (épisode 11)
- 2022 : Familie : 3 épisodes
- 2023 : 1985 : Barbier

#### Vidéos
- 2013 : Ce que disent les gens du cinéma belge (vidéo diffusée lors de la cérémonie des Magritte du cinéma )
- 2014 : I m Gonna get a Magritte (Vidéo musicale diffusée lors de la cérémonie des Magritte du cinéma )

### Scénariste
- 2012 : Ce que disent les Bruxellois (web-série)
- 2013 : Ce que disent les gens du cinéma belge (vidéo diffusée lors de la cérémonie des Magritte du cinéma)
- 2015 : Arrête ton cinéma!  (Vidéos pour la promotion des Magritte du cinéma)
- 2020 : Losers Revolution (Long métrage)
- 2024 : Culte (En développement)
- 2024: Hot Dads Murder Club (En développement)

### Réalisateur
- 2020 : Losers Revolution (long métrage)
- 2022 : Culte (En développement)

## Théâtre
- 2003 : Jeux de massacre d'Eugène Ionesco
- 2009 : Le Misanthrope de Molière, mise en scène de Fabrice Cecchi
- 2010 : Les Coucous de Guy Grosso et Michel Modo, mise en scène de Jean-Paul Andret
- 2011 : Treize à table de Marc-Gilbert Sauvajon, mise en scène de Jean-Paul Andret